# 斐格威
弗朗索瓦·皮科（法語：François Marie Denis Georges-Picot，1870年12月21日—1951年6月20日），中文名斐格威，是法国的外交官、律师，曾署理中华民国公使、担任阿根廷公使。1916年5月16日，代表参加《賽克斯-皮科協定》。